# Reverianus von Autun

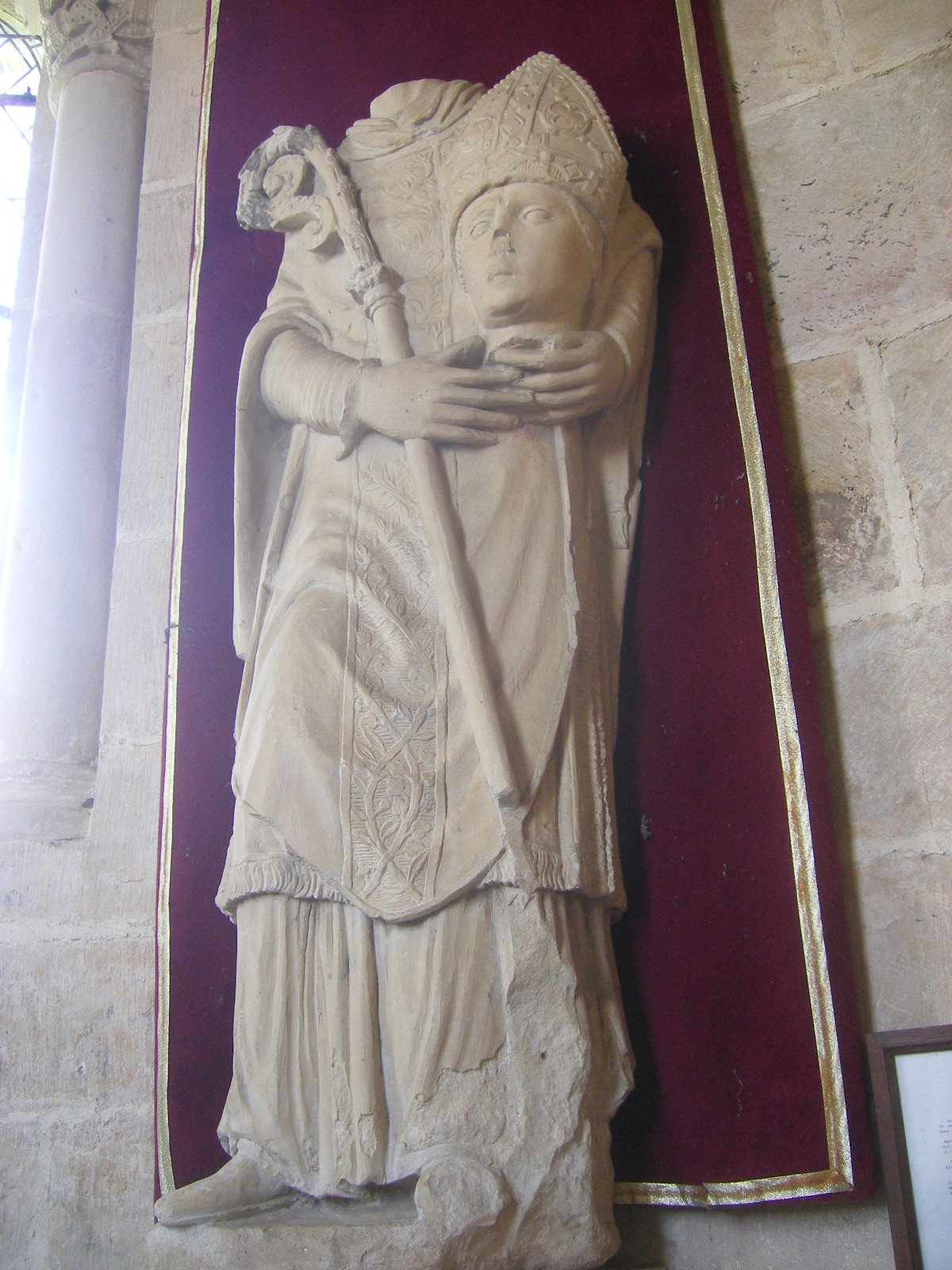
Bischof Reverianus in der Kirche von Saint-Révérien

Reverianus von Autun († 273) war im römisch besetzten Gallien angeblich der 3. Bischof von Augustodunum (Autun). Er gehört zur Gruppe der „Kopfträger“ (Cephalophoren).

## Vita
Gemäß der Überlieferung war Reverianus italienischer Abstammung und wurde von Papst Felix I. (268–274) als Führer einer kleinen Schar von Missionaren nach Gallien entsandt, um die im heutigen Burgund ansässigen Haeduer zu christianisieren. Dem etwa 500 Jahre später verfassten Martyrologium Usuards († 877) zufolge erfuhr Kaiser Aurelian (reg. 270–275) auf einer Inspektionsreise durch die Gegend um Sens von seinen Bemühungen und ließ ihn zusammen mit seinen Begleitern vor den Toren der Stadt Augustodunum (oder bei Saint-Révérien) hinrichten.

## Verehrung
Von seinen sterblichen Überresten ist nur ein Stück seines Schädels erhalten, der in der Kirche von Villy-le-Moutier (Burgund) aufbewahrt wird. Der örtlichen Tradition von Saint-Révérien zufolge wurde nach Erlass des Toleranzedikts von Mailand (313) über dem Grab der Märtyrer eine Kapelle errichtet, aus der Jahrhunderte später ein Priorat der Abtei Cluny hervorging. In der regionalen Tradition galt er lange als Schutzpatron gegen Dürre.

## Darstellung
Mittelalterliche Darstellungen des Heiligen sind unbekannt. Die wenigen neuzeitlichen Bildnisse zeigen ihn als kopftragenden Bischof.